# Castello di Otranto
Il castello di Otranto è la fortezza dell'omonima città sita in Puglia, in provincia di Lecce. Il castello, che diede il nome al primo romanzo gotico della storia, è in stretta relazione con la cinta muraria della cittadina con cui forma un unico apparato difensivo.

## Storia

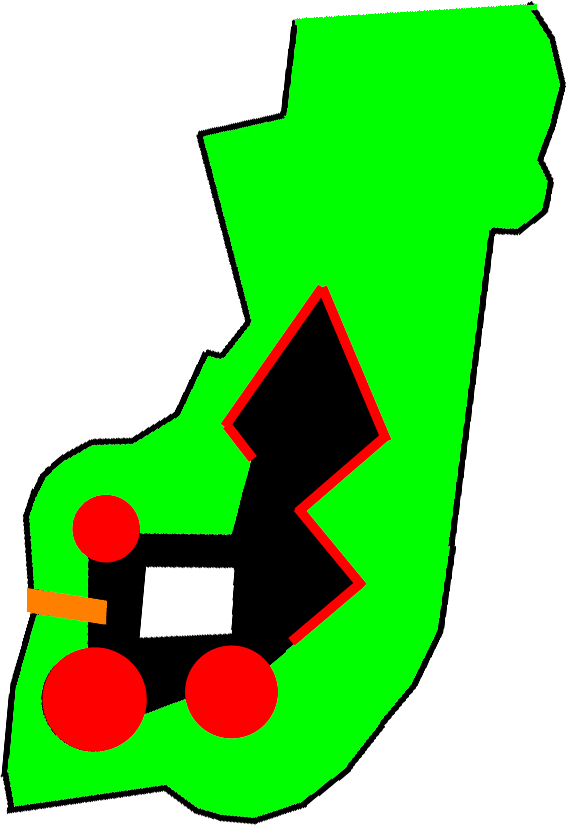
Mappa

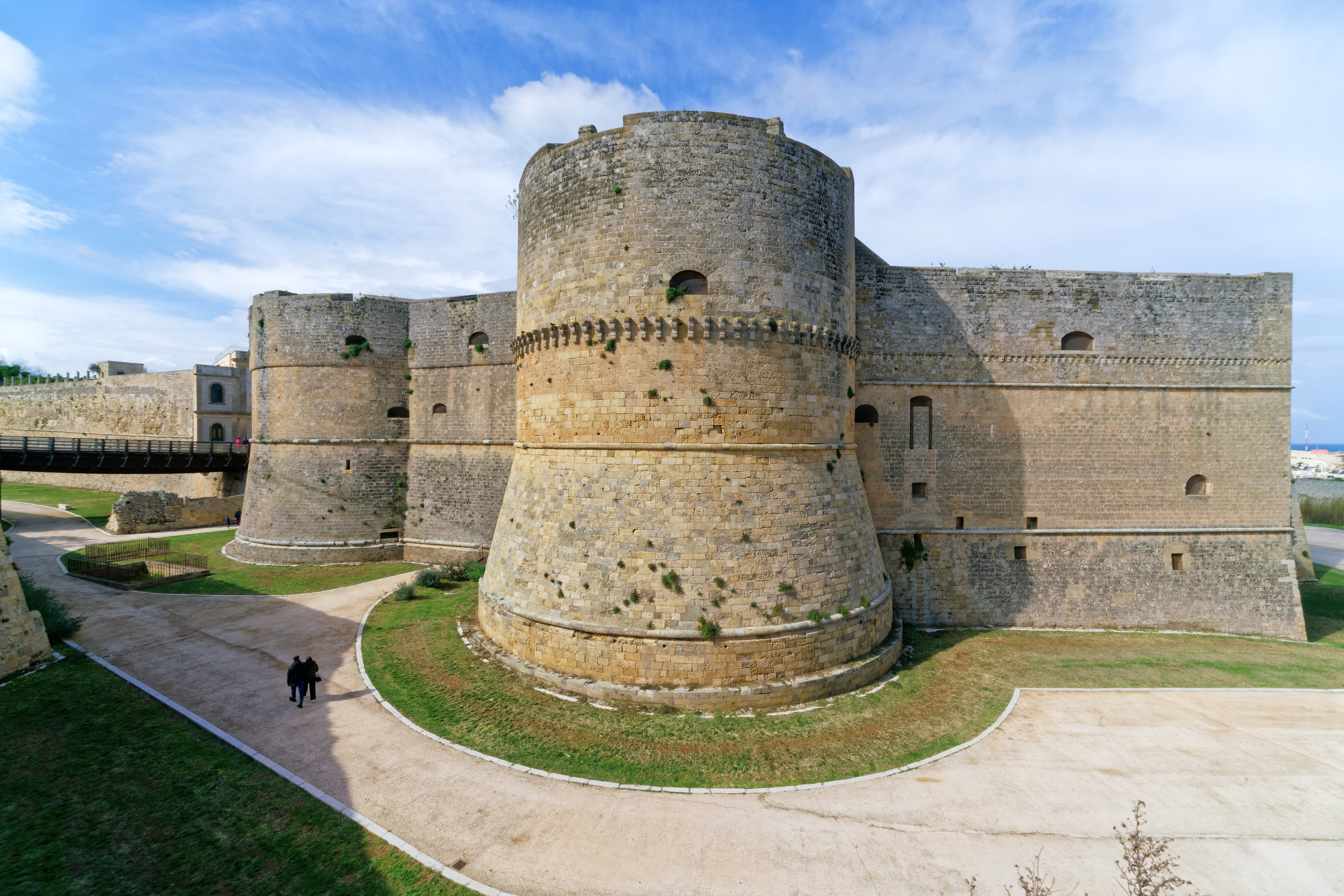
Il Castello dall'esterno

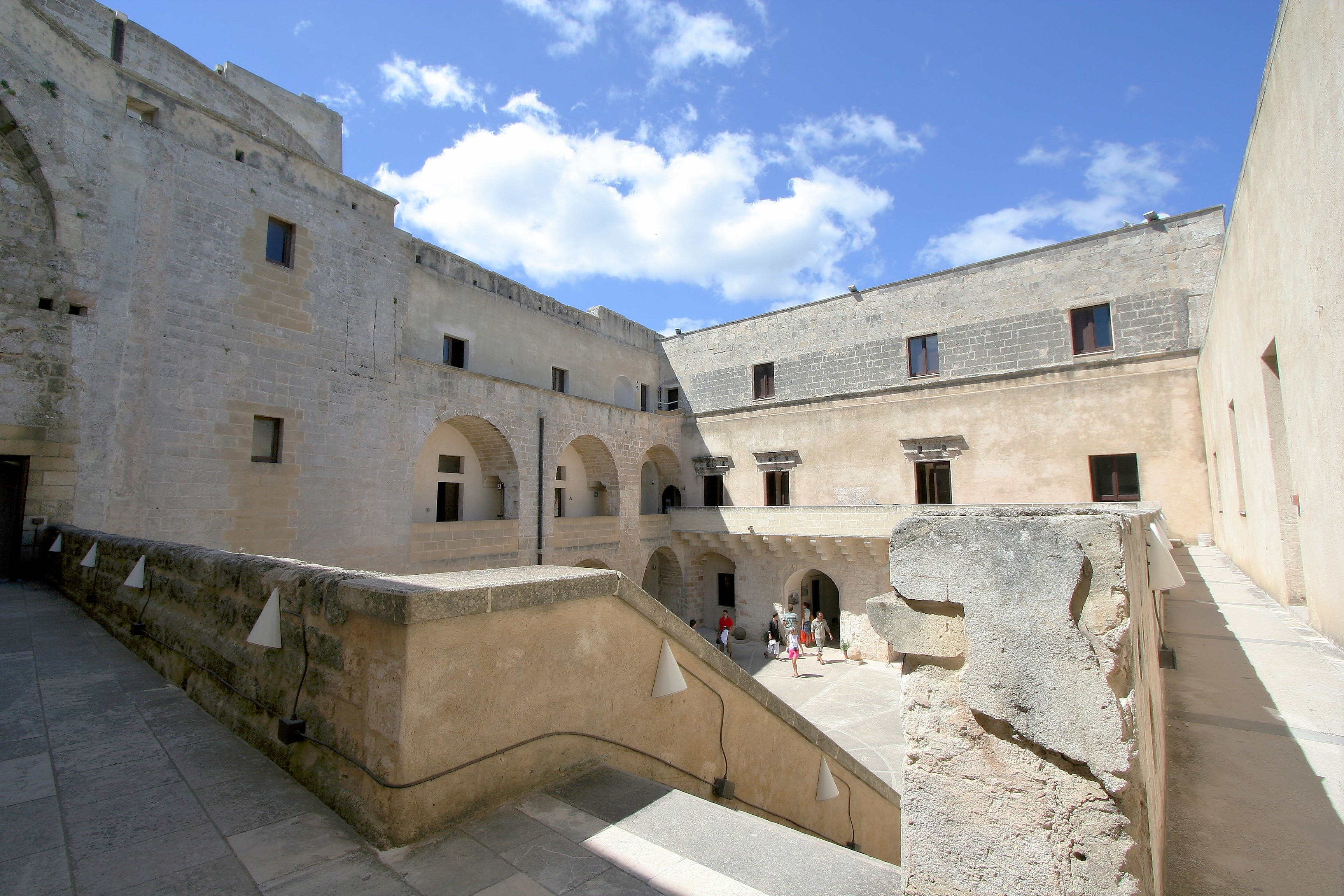
La fortezza dall'interno

Importante testa di ponte verso l'Oriente, la città di Otranto è stata munita fin dall'antichità di sistemi di difesa ed opere fortificate, aggiornate nel corso dei secoli dalle dominazioni che vi si sono avvicendate. Già nell'XI secolo la città era dotata di un fortilizio, danneggiato gravemente nell'assedio subito nel 1067 e riparato e potenziato qualche anno più tardi per volere di Roberto il Guiscardo. Della ricostruzione promossa nel 1228 da Federico II di Svevia rimangono tracce evidenti della torre del corpo mediano cilindrico, inglobata nel bastione a punta di lancia, e nella cortina muraria di nord-est. Un'analisi dei sotterranei lascia supporre che in origine il Castello fosse impostato su una pianta con nucleo centrale quadrangolare, scandita agli angoli da torri cilindriche.
Dopo la Battaglia di Otranto del 1480 il Castello fu fatto ristrutturare da Alfonso d'Aragona Duca di Calabria. Alla fine del XV secolo, quando la città fu data in pegno ai veneziani, la struttura fu ulteriormente potenziata con l'aggiunta di alloggiamenti per artiglierie e bombarde. Della fase aragonese rimangono solo un torrione e parte delle mura. In questa fase si presentava a forma di trapezio rettangolo, con ai vertici quattro Rondelle (torri circolari), con quella rivolta verso il mare in posizione più sporgente.
L'aspetto attuale del fortilizio si deve in massima parte a una generale rettifica e all'aggiornamento ossidionale effettuato alla fine del XV secolo su progetto di Francesco di Giorgio Martini, il quale ristrutturò l'intero circuito murario ed adeguò la porta Alfonsina (già rifatta dieci anni prima). Più tardi i viceré spagnoli ne fecero un vero e proprio capolavoro di architettura militare, realizzando opere di difesa straordinaria volute nel 1535 da Don Pedro di Toledo, di cui rimane lo stemma sul portale d'ingresso e sulla cortina esterna. I due bastioni poligonali aggiunti nel 1578 sul versante rivolto al mare inglobarono il preesistente bastione aragonese. Alla metà del secolo successivo il leccese Giovan Francesco Saponaro fu incaricato di rafforzare ulteriormente il Castello.
Nel XIX secolo, venute meno le necessità difensive, il Castello fu fortemente rimaneggiato: il fossato fu riempito, il piazzale adiacente lastricato e gli interni ristrutturati allo scopo di ospitare uffici comunali e burocratici. Nel 1958 furono promossi dei lavori che portarono alla riscoperta e al ripristino del fossato. Attualmente il Castello ospita due esposizioni permanenti su preistoria e storia di Otranto, e viene spesso utilizzato come contenitore di mostre temporanee.

## Descrizione

### Esterno e facciata
Il Castello si presenta oggi a pianta pentagonale, circondato da un ampio fossato e scandito da quattro torri, tre circolari in carparo (dette rondelle) e una a punta di lancia protesa verso il porto della città; la facciata principale è rivolta verso il borgo antico. Vi si accede con un ponte a ridosso del fossato, oggi con arco in pietra e calpestio in legno, probabilmente in origine di tipo levatoio. L'ingresso immette direttamente nell'atrio del piano terra, corrispondente all'ispessimento della facciata realizzato nel XVI secolo. La Cappella subito a destra dell'ingresso presenta tracce d'affresco e contiene varie cornici in pietra leccese ed epigrafi, tra le quali quelle della tomba di Donna Teresa De Azevedo, morta il 23 febbraio del 1707, alla quale il marito, Don Francesco de la Serna e Molina, castellano dell'epoca, dedicò una tenerissima epigrafe in cui la indica quale "esempio di pudicizia, dea di bellezza, modello di onestà, prole di eroi spagnoli".

### Interni
Il castello è dotato di due piani praticabili, impostati a ridosso del perimetro del cortile. I locali interni, rimaneggiati nel XX secolo, sono coperti da volte a botte o a stella, e non conservano alcuna traccia delle precedenti fasi costruttive. Al di fuori della pianta si sviluppano due sale dalla peculiare forma a triangolo e rettangolo: la prima fu generata dagli ampliamenti di metà '500, quando fu aggiunto all'esterno il bastione tra le due torri cilindriche; particolarmente suggestiva è la copertura a volta della seconda, definita dall'intersezione di tre unghie di padiglione in carparo che seguono la particolare forma del locale.
Al di sotto del piano terra si sviluppa un sistema di cunicoli, gallerie e piccoli ambienti sotterranei: si tratta di ambienti di grande valore storico, molto suggestivi, rimasti immodificati sin dalla loro costruzione, risalente al primo impianto di fine '400. In questi ambienti è facile leggere le differenti fasi che hanno caratterizzato la costruzione del Castello.

### Terrazze e torri cilindriche
Attraverso una scalinata è possibile raggiungere le terrazze, che ricalcano in grandi linee posizione e impostazione del piano terra. Dal primo livello si accede alle tre torri cilindriche impostate sugli spigoli del castello: al loro interno sono presenti ambienti a pianta circolare, coperti da cupole emisferiche in carparo, in cui erano collocate bombarde e cannoni orientati verso bocche di fuoco comunicanti con l'esterno. In questi locali è possibile assistere a un interessante fenomeno acustico che permette di amplificare voci e suoni. 
Sulle coperture sono presenti i percorsi di ronda, protetti da muri molto spessi e feritoie per la disposizione di cannoniere. Sia sulle cortine esterne che all'interno dell'atrio sono presenti alcuni stemmi araldici di sovrani e nobili protagonisti della storia del Castello; particolarmente interessante quello posto sul portone d'ingresso con lo stemma scolpito dell'Imperatore Carlo V.

## Nella cultura di massa
La fortezza otrantina ispirò il primo romanzo gotico della storia, Il castello di Otranto, di Horace Walpole (1764) ed il libretto di un'opera buffa, Le Baron d'Otrante (1769) di Voltaire.